# Link production
Link Production est une société de production audiovisuelle créée en 2005 par Mac Lesggy et Anne Simounet.
Link Production produit les émissions E=M6, Nouveau look pour une nouvelle vie, Bon et à savoir, Bien dans ma vie et Change de look, toutes diffusées sur M6, E=M6 Family et sur Gulli.
Elle produit également :
- des émissions pour la chaîne satellitaire panarabe JCC (en anglais : Al Jazeera Children's Channel) : Wahet El Oloum, magazine scientifique, et Sihha Wa Salama, magazine sur la santé ;
- des documentaires, dont Les Demoiselles de Nankin, prix Michel Mitrani au FIPA 2008[réf. nécessaire] ;
- des films institutionnels et des programmes courts, comme la série La Science avance pour le ministère de la Recherche et de l'Enseignement supérieur.

En 2007, Link Production s'est associée avec le journaliste Eric Pierrot pour créer la société Pallas Télévision. Celle-ci produit aujourd'hui des reportages et des documentaires pour TF1, Canal+, France 5 et M6, ainsi que le magazine Faits divers, le mag pour France 2.

## Productions achevées

### Magazines
- 10 pièges à éviter, prime-time
- Bien dans ma vie, hebdomadaire
- Bien vivre en se nourrissant mieux, prime-time
- Bon et à savoir, hebdomadaire
- E=M6 Découverte, prime-time
- E=M6 Family, hebdomadaire
- E=M6 Histoire, prime-time
- E=M6 Junior
- J'ai décidé d'arrêter de fumer, prime-time
- J'ai décidé de changer de look, prime-time
- J'ai décidé de maigrir (saisons I et II), prime-time
- J'ai décidé d'être belle, prime-time
- Nouveau look pour une nouvelle vie,  prime-time
- Papa s'occupe de tout, 2e partie de soirée
- Sexualité, si on en parlait, prime-time
- Spécial E=M6, prime-time
- Supervolcan, ce qui nous attend vraiment, 2e partie de soirée
- Tsunami, sommes-nous concernés ? 2e partie de soirée

### Documentaires
- Ce bébé qui a changé ma vie
- Les Demoiselles de Nankin
- Toi que j'ai tant cherché